# آلباتروس جی.آی
آلباتروس جی. آی (به انگلیسی: Albatros_J.I) یک هواگرد از نوع هواگرد حمله زمینی ساخت شرکت آلباتروس فلوکتسایک‌ورک در آلمان است. هواگرد آلباتروس جی. آی نخستین پروازش را در ۱۹۱۷ میلادی انجام داد. این هواگرد در سال ۱۹۱۷ میلادی رسماً معرفی گردید. در مجموع، تعداد ~۲۴۰ فروند از این هواگرد ساخته شده‌است.